# Simone Padoin
Simone Padoin, född 18 mars 1984, är en italiensk fotbollsspelare som spelar för Ascoli i Serie A.